# Claude Seidler
Claude Seidler (* 7. März 1947) ist ehemaliger Vorstand Schiedsrichter des Deutschen Hockey-Bundes (DHB) und war von 1972 bis 1993 Schiedsrichter in der Hockey-Bundesliga sowie internationaler Schiedsrichter mit Einsätzen bei Weltmeisterschaften und Olympischen Sommerspielen. Der gelernte Bankkaufmann Claude Seidler ist heute im Ruhestand.
Claude Seidler war beim HC Heidelberg aktiv und hat dort viele Jahre im Tor gespielt. Nebenbei begann er seine Karriere als Hockeyschiedsrichter und wurde ab 1972 in der neu eingeführten Bundesliga eingesetzt. Er war seinerzeit mit 25 Jahren jüngster Bundesligaunparteiischer. Schnell schaffte Seidler es, auch internationale Einsätze zu erhalten. Er leitete mehr als 100 Länderspiele und war für die Olympischen Sommerspiele 1988, 1992 und für die Weltmeisterschaft 1990 nominiert.
1993 trat Seidler als Schiedsrichter zurück und übernahm die Verantwortung für einen vermeintlichen Fehler im Halbfinale um die Deutsche Meisterschaft. Beim 7-m-Schießen hatte er, anders als die Spielordnung dies vorsah, nach fünf Schützen die Reihenfolge der Mannschaften nicht ändern lassen. Später sollte sich herausstellen, dass dies kein Fehler des Schiedsrichters war, sondern ein Fehler des seinerzeit zuständigen Sportwartes, der eine Veröffentlichung der Spielordnungsänderung unterlassen hatte.
Bis 1993 war Seidler zudem Jugendschiedsrichterreferent des  Deutschen Hockey-Bundes und übergab dieses Amt kurze Zeit vor seinem Rücktritt an den damaligen 22-jährigen Bundesligaschiedsrichter Jan-Jochen Rommel. Im Jahr 2001 wurde Seidler nach fast 10-jähriger Pause als Funktionsträger vom Deutschen Hockey-Bund zum ehrenamtlichen Vorstand Schiedsrichter bestellt. Er hat die Aufgabe, die eingeleitete Bundesligastrukturreform auf den Schiedsrichterbereich zu übertragen. 2005 übergab Seidler dieses Amt erneut an den zwischenzeitlich nicht mehr aktiven und nun ehemaligen Bundesligaschiedsrichter Jan-Jochen Rommel, der es bis heute bekleidet.
Claude Seidler ist verheiratet, Vater zweier Kinder und lebt in Brühl bei Heidelberg.